# Wydad AC
Wydad Athletic Club (arapski: نادي الوداد الرياضي), često poznat izvan Maroka kao Wydad Casablanca, marokanski je sportski klub sa sjedištem u Casablanci. Wydad AC najpoznatiji je po svojoj profesionalnoj nogometnoj momčadi koja se natječe u Botoli, najvišoj razini marokanskog nogometnog sustava. Jedan su od tri kluba koji nikada nisu ispali iz najviše lige.
Osnovali su ga 8. svibnja 1937. sedam Marokanaca koji su pripadali nacionalnom pokretu za neovisnost, predvođenom Mohamedom Benjellounom Touimijem. U početku su se usredotočili na vaterpolo kako bi autohtonim Marokancima dali pravo pristupa bazenima prije nego što je Mohamed Ben Lahcen Affani - poznat i po nadimku „Père Jégo” („Otac Jégo”) - utemeljio nogometnu sekciju 19. lipnja 1939. Bio je prvi menadžer momčadi. Klub tradicionalno nosi crveni domaći dres od samog osnutka.
Na domaćem terenu, Wydad je osvojio rekordnih 22 naslova prvaka Marokanske lige, 9 Marokanskog prijestolnog kupa i 4 Marokanska elitna kupa te druge naslove, postavši klub s najviše titula u Maroku. U kontinentalnim, međunarodnim i regionalnim natjecanjima, klub je osvojio tri CAF Lige prvaka, jedan Afrički kup pobjednika kupova, jedan CAF Superkup, jedno Afroazijsko klupsko prvenstvo, jedan Mohammed V kup, jedan Arapski klupski kup prvaka, jedan Arapski superkup, tri Sjevernoafrička prvenstva, tri Sjevernoafrička superkupa i jedan Sjevernoafrički kup.
Klub se također natječe u košarci, vaterpolu, rukometu, odbojci, stolnom tenisu, hokeju na travi, mačevanju, biciklizmu, ragbiju, futsalu i nogometu za žene. Klub ima mnoga dugogodišnja rivalstva u Maroku s Raja Casablancom, i s klubom AS FAR.